# Saint-Hippolyte, Charente-Maritime
Saint-Hippolyte là một xã trong tỉnh Charente-Maritime trong vùng Nouvelle-Aquitaine, tây nam nước Pháp. Xã Saint-Hippolyte, Charente-Maritime nằm ở khu vực có độ cao trung bình 5 mét trên mực nước biển.